# Gadea (pera)
Gadea es el nombre de una variedad cultivar de pera europea Pyrus communis. Esta pera está cultivada en la colección de la Estación Experimental Aula Dei (Zaragoza). Esta pera también está cultivada en diversos viveros entre ellos algunos dedicados a conservación de árboles frutales en peligro de desaparición. Esta pera variedad muy antigua es originaria de España, en la provincia de Valencia (comunidad autónoma de Valencia), y tuvo su mejor época de cultivo comercial antes de la década de 1960, y actualmente en menor medida aún se encuentra.

## Sinonimia
- "Gadea 227" en E. E. Aula Dei.[1]

## Historia
En España 'Gadea' está considerada incluida en las variedades locales autóctonas muy antiguas, cuyo cultivo se centraba en comarcas muy definidas. Se caracterizaban por su buena adaptación a sus ecosistemas y podrían tener interés genético en virtud de su adaptación. Se encontraban diseminadas por todas las regiones fruteras españolas, aunque eran especialmente frecuentes en la España húmeda. Estas se podían clasificar en dos subgrupos: de mesa y de cocina (aunque algunas tenían aptitud mixta).
'Gadea' es una variedad clasificada como de mesa, se utiliza también en la cocina, difundido su cultivo en el pasado por los viveros comerciales y cuyo cultivo en la actualidad se ha reducido a huertos familiares y jardines privados.

## Características
El peral de la variedad 'Gadea' tiene un vigor medio; florece a finales de abril; tubo del cáliz muy grande, en embudo con conducto corto y estrecho, pared interior del tubo y base de los estambres, de color rojizo.
La variedad de pera 'Gadea' tiene un fruto de tamaño medio; forma turbinada breve, cuello casi imperceptible, ligeramente asimétrica, contorno irregular; piel fina, lisa y brillante; color de fondo amarillo verdoso, con chapa de color rojo vivo, excepto junto al pedúnculo donde queda una pequeña zona que se prolonga en estrías del color del fondo, amarillo verdoso, presenta un punteado muy marcado, abundante, sobre todo en la mitad inferior, de color amarillo con aureola roja poco perceptible por ser poco más viva que la chapa, en zonas poco coloreadas la aureola es verdosa, "russeting" (pardeamiento áspero superficial que presentan algunas variedades) medio; pedúnculo de longitud y grosor medianos, fuerte, leñoso, apenas engrosado en su extremo superior y ligeramente carnoso en la base, a veces formando anillos en la inserción con el fruto, color verde, recto o ligeramente curvo, implantado derecho o ligeramente oblicuo, cavidad peduncular estrecha, poco profunda, con el borde ondulado o mamelonado; cavidad calicina estrecha o mediana, poco profunda, con el borde fuertemente ondulado; ojo muy grande, irregular, abierto o semicerrado. Sépalos grandes, en posición variable, extendidos o con la base que es coriácea y prominente convergente.
Carne de color blanco crema; textura medio firme; sabor alimonado, aromático, astringente; corazón estrecho, fusiforme. Eje largo, abierto, muy lanoso. Celdillas alargadas y puntiagudas en la parte inferior, muy deprimidas lateralmente. Semillas grandes, alargadas, espolonadas, de color blanquecino amarillento con salientes castaños, con frecuencia abortadas.
La pera 'Gadea' tiene una maduración durante finales de junio (en E. E. Aula Dei de Zaragoza). Aguanta en buenas condiciones un mes de almacenamiento en un ambiente refrigerado. Se usa como pera de mesa fresca, y en cocina.